# Zeitvergleich

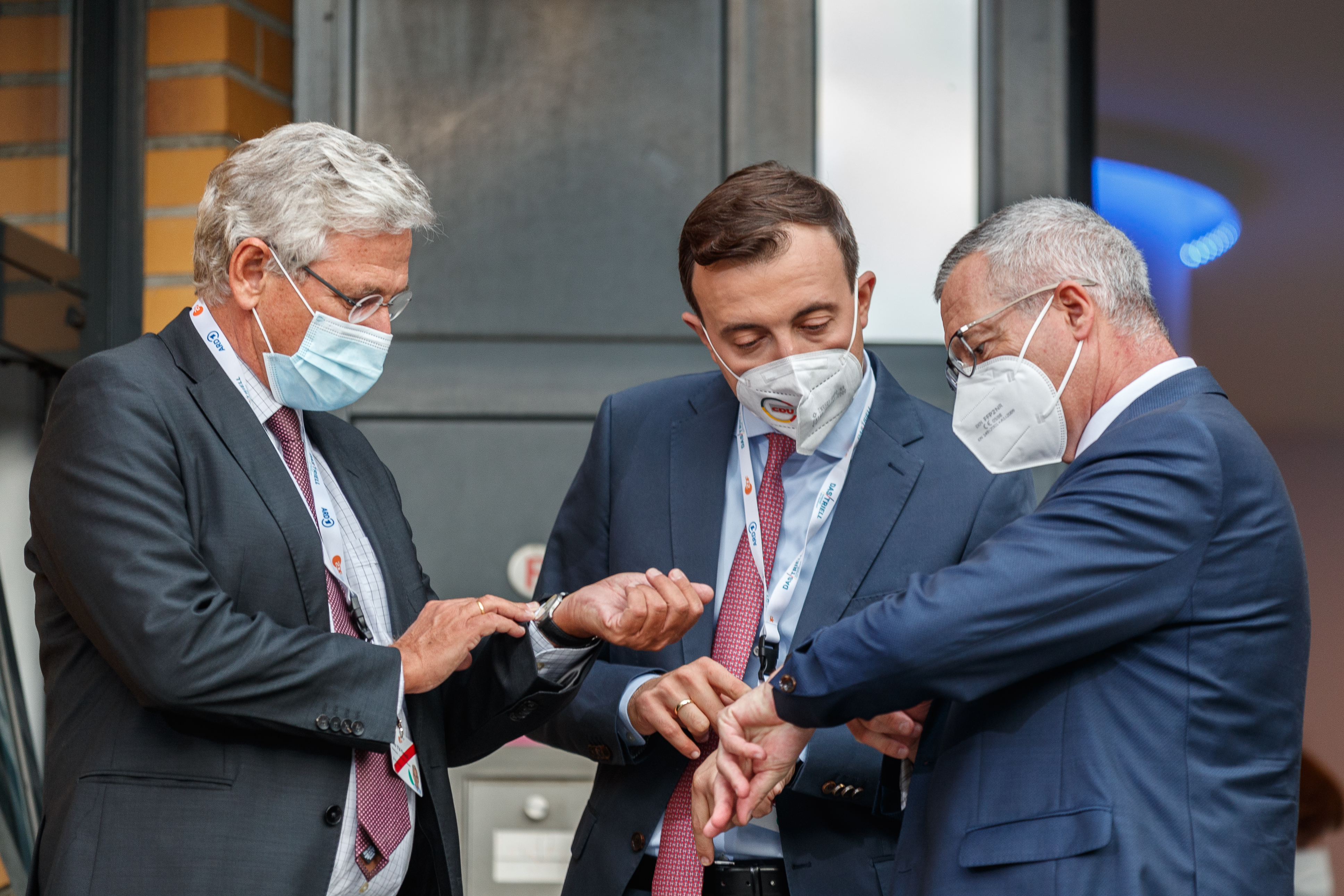
Uhrenvergleich bei Peter Frey, Chefredakteur des ZDF; Paul Ziemiak, Generalsekretär der CDU; Rainald Becker, ARD-Redakteur, vor dem TV-Triell zur Bundestagswahl 2021

Ein Zeitvergleich oder Uhrvergleich ist der Vergleich der Zeitangabe einer Uhr mit einem Zeitzeichen (Funksignal) eines genaueren Zeitsystems oder auch der Vergleich zweier Uhren miteinander.
Die Bauart der Uhr ist dabei ohne Belang. Sie kann sein: eine Armbanduhr, eine Stoppuhr, Stand- oder Taschenuhr, eine Pendeluhr, eine Digitalstoppuhr, ein Chronometer oder Chronograf. Auch hochgenaue Quarzuhren und sogar Atomuhren werden untereinander oder mit Funksignalen kontrolliert.
Bei genaueren Uhren sind Zeit- bzw. Uhrvergleiche günstiger als das Nachstellen der Uhr, weil sie keine Störungen durch den mechanischen oder elektronischen Eingriff verursachen. Bei einfachen Displays wie am Handy oder Digitalkamera hat das Stellen der Zeit jedoch keine Nachteile, allerdings muss man mit einer Verzögerung von etwa ½ Sekunde rechnen.
Uhr- bzw. Zeitvergleiche sind insbesondere erforderlich
- zum Feststellen des Uhrstands der sogenannten Arbeitsuhr
- zur Qualitätskontrolle der Uhr (gleichmäßiger Uhrgang, Temperatureinflüsse usw.)
- zur gegenseitigen Kontrolle und Abgleichung internationaler Zeitdienste.

## Vorgang des Zeitvergleichs
Ein Zeit- bzw. Uhrvergleich erfolgt, indem zu einem zeitlich eindeutig definierten Moment die Anzeige der Uhr relativ zum Vergleichssignal (Hauptuhr, Chronograf, Zeitsignal) festgestellt wird. Dieser Zeitpunkt kann beliebig sein, ist aber meist ein vom Beobachter ausgelöstes Signal, das manuell, optisch-akustisch, elektronisch, am Chronograf, mit Koinzidenzsignal oder durch Triggern erzeugt wird. Der Vergleich kann auch durch elektrische Zeitregistrierung beider Signale bzw. Uhren erfolgen, womit Millisekunden erreichbar sind.
Zu den einfachsten Verfahren zählt die Auge-Ohr-Methode, die bei exakt tickenden Uhren mindestens 0,05 Sekunden Genauigkeit erreicht. Zwischen dem 18. und der Mitte des 20. Jahrhunderts war sie eine der Standardverfahren der Astrometrie und ist es z. T. bis heute bei Längenbestimmungen in der Navigation und der visuellen Astrogeodäsie.
Ein absoluter Zeitvergleich bezieht sich auf die international koordinierte Weltzeit UTC oder die damit korrelierte Atomzeit. Für astronomische Beobachtungen ist jedoch die Zeitskala UT1 relevant. Sie unterscheidet sich von UTC durch eine kleine Zeitkorrektur dUT1, weil die Erdrotation Unregelmäßigkeiten im Bereich von Zehntelsekunden aufweist. Relative Zeitvergleiche können sich auf genäherte Zeitskalen beziehen oder in einem bloßen Abgleich zweier Uhren bestehen.
Der Unterschied der bei einer Messung verwendeten Arbeitsuhr zum Sollwert (im Regelfall das Funksignal eines Zeitzeichensenders) wird als „Uhrstand“ bezeichnet. Sein Vorzeichen ist im Sinne einer Verbesserung der Uhrablesung definiert. Die langsame Änderung des Uhrstands heißt Uhrgang (Abweichung vom gleichförmigen Zeitverlauf) und wird v. a. durch Temperaturänderungen, Spannungs- bzw. Lageänderungen und allfällige Stöße verursacht. 
Seit der Entwicklung von Digitalstoppuhren kann ein manueller Zeitvergleich eine Genauigkeit von wenigen Millisekunden erreichen, wenn man die Schaltgeräusche der Uhr mit dem Zeitsignal (Funk oder Telefon) akustisch koinzidiert. Elektronisch lassen sich bei Quarzuhren etwa Mikrosekunden erreichen und bei Atomuhren mit hohem Aufwand Gangunterschiede bis 10−14 nachweisen.